# Pravilo Jakubinski-Meyer
Pravilo Jakubinski-Meyer, također poznato kao zakon Jakubinskoga i Meyera je pravilo glasovnih promjena koje je djelovalo unutar čakavskog dijalekta hrvatskoga jezika u 12. i 13. st. Pravilo je dobilo ime po Lavu Jakubinskom koji ga je otkrio 1925. i Karlu H. Meyeru koji je nadopunio pravilo 1926.
Pravilo Jakubinski-Meyer objašnjava "mješoviti" ostvaraj slavenskog jata u čakavskim ikavsko ekavskim dijalektima:
- ispred dentalnih suglasnika (t, d, s, z, l, r, n) ako iza njih slijede stražnji samoglasnici (a, o, u) ili ako su na kraju riječi, jat prelazi u e (leto, koleno, mera)
- u svim drugim slučajevima, jet prelazi u i (dica, vrime, rika, brig).

Ovo pravilo također vrijedi za kajkavske ikavske govore Duge Rese, Ogulina, Karlovca i Žumberka.